# Mimi Sugawara
Mimi Sugawara (jap. 菅原美々 Sugawara Mimi; ur. 12 stycznia 1982) - japońska zapaśniczka w stylu wolnym. Wicemistrzyni Azji w 2006, brązowa medalistka z 2001. Dziewiąta w Pucharze Świata w 2001. Brązowy medal na mistrzostwach świata juniorów w 2001 roku.